# Lámpara de queroseno

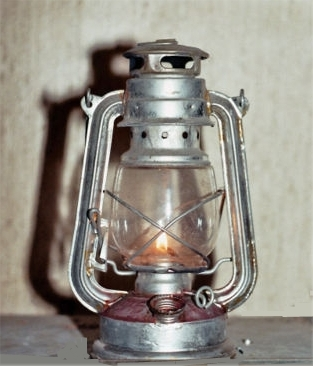
Modelo portátil de lámpara de queroseno con mecha.

Las lámparas de queroseno, también conocidas como de parafina, son dispositivos de iluminación a base de combustible líquido, principalmente el queroseno. Fueron objetos muy útiles en tiempos en que aún no se disponía de energía eléctrica, especialmente en zonas rurales. Su forma es variada y han existido, con el correr de los tiempos, diferentes modelos cuyos diseños se relacionaban con la aplicación y el lugar en donde iban a ser empleados.
Hoy en día no se las considera demasiado prácticas, pues existen otros métodos de iluminación más modernos y eficaces para obtener luz; sin embargo se las utiliza en casos de emergencia por falta de corriente eléctrica, o en lugares donde ésta no llega, como en zonas rurales, deshabitadas o de difícil acceso.

## Historia
La aparición de las primeras lámparas de este tipo se remonta a la época en que empezó a usarse comercialmente el petróleo (año 1859). Se presume que el primer fabricante fue Ignacy Łukasiewicz, un inventor polaco que adaptó lámparas que antiguamente funcionaban a base de aceite de ballena que, hasta esa época, mediados del siglo XIX, era el principal combustible para lámparas, material que fue completamente sustituido por el queroseno, más limpio, barato y seguro que el anterior.
A finales del siglo XIX, casi todas las formas de iluminación existentes dieron paso a las lámparas eléctricas incandescentes de manera generalizada. Sin embargo, en algunas zonas rurales se continúan empleando, de forma limitada, lámparas de queroseno o de gas incandescente.

## Tipos de lámpara
Por sus características funcionales se conocen dos tipos de lámparas de queroseno, cuyo funcionamiento difiere de forma bastante significativa. La más común se denomina lámpara de lienzo o de mecha (quinqué), mientras que la otra funciona mediante gas de queroseno producido bajo alta presión.

### Lámpara de lienzo o mecha
Su funcionamiento es sencillo. Lleva una carga de queroseno de aproximadamente 1/2 a 1 litro (según el tamaño de depósito que posea). En dicho depósito está sumergido el extremo de una mecha que se empapa con el combustible y el otro extremo sale al exterior a través de una ranura situada en la tapa (generalmente a rosca) que cierra el depósito de combustible por la parte superior del mismo. Esta ranura se halla provista de una cremallera que se acciona por un pequeño volante, para permitir subir o bajar el lienzo y así regular su parte expuesta al exterior (es decir: el segmento de mecha que entra en combustión) y por ende, de esta forma, adecuar el tamaño de la llama, y consecuentemente la mayor o menor cantidad de luz a suministrar, evitando la producción de humo. Como la mecha se va desgastando, es necesario ir subiéndola por medio de este sistema para que se mantenga encendida. Lógicamente, al cabo de un tiempo de uso la mecha se termina quemando totalmente, siendo necesario reemplazarla. Posee además una cubierta de vidrio que la protege del viento a la vez que mantiene la llama firme y la luz brillante. Para encenderla, se retira momentáneamente dicha cubierta.

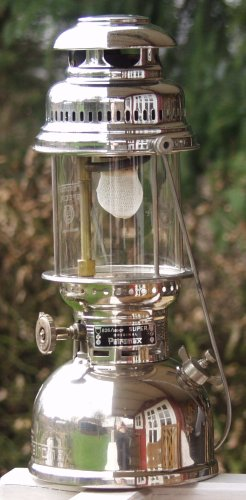
Las lámparas a gas de queroseno poseen un sistema de ignición de alto rendimiento.

Este modelo aún continúa siendo utilizado en zonas rurales o en campamentos alejados de la urbanización, como es el caso por ejemplo de los safaris en plena selva africana.

### Lámpara a gas de queroseno
En este otro tipo, de construcción más moderna, el depósito de combustible se cierra herméticamente, y posee un émbolo con el cual se bombea aire en su interior produciendo elevada presión. Al abrir la válvula de paso, el keroseno a alta presión es forzado a atravesar un pequeño orificio donde se descomprime y gasifica. Este gas llena una bolsita de tela de amianto, denominada camisa o bujía, que lo retiene temporalmente para producir su ignición. Con este tipo de lámparas se logra una luz intensa y blanca, que abarca mayores espacios y brinda una iluminación más potente.
Esta variante de lámpara de queroseno, mucho más eficaz que la de mecha, ha sido desarrollada copiando y perfeccionando algunas de las características de su modelo precedente; buscando utilizar con mayor rendimiento el potencial de combustión del mencionado hidrocarburo, y tratando de obtener el máximo potencial lumínico que fuese posible.

## Precauciones
Para un uso seguro de estos artefactos, es importante saber regular la presión que se le aplica al tanque de combustible, y (teniendo en cuenta que dicho tanque posee una pequeña válvula a rosca para descarga de elevadas presiones que pudieran generarse); estar atento por si hay que desalojar presión ante el peligro de que pudiese explotar y provocar un serio accidente

## Uso decorativo

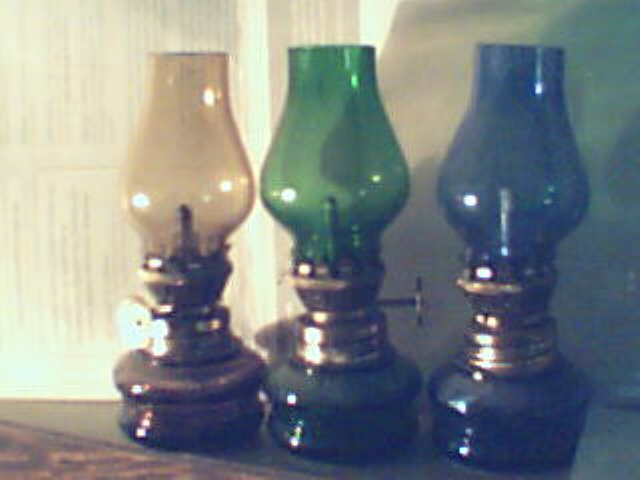
Lámparas decorativas amarilla, verde y azul.

Si bien la iluminación fue siempre el fin primordial de este tipo de lámparas, se han fabricado modelos de uso exclusivamente decorativo. Solían ser de reducido tamaño y bajo rendimiento, poseyendo a veces vidrios coloreados para realzar su efecto. Además del queroseno, algunas de estas lámparas hacían uso de otros combustibles líquidos, como aceites o parafinas.